# Gothica Fennica vol. 1
Gothica Fennica vol. 1 is de solo-ep van de Finse zanger Ville Valo. De ep werd op 19 maart 2020 uitgebracht onder zijn initialen VV.

## Ontvangst
De sound van de ep werd door Blabbermouth.net vergeleken met die van HIM, de band waar Valo frontman van was. Volgens Laureline Tilkin van Tuonela was de ep niet van tevoren aangekondigd en kwam deze als een verrassing. Ook Tilkin viel de gelijkenis met de sound van HIM op. Zach Buggy van Dead Press! verweet Valo een gebrek aan visie, richting en eerlijkheid.

## Tracklijst
| Nr. | Titel                 | Duur |
| --- | --------------------- | ---- |
| 1.  | Salute the sanguine   | 5:06 |
| 2.  | Run away from the Sun | 4:12 |
| 3.  | Saturnine Saturnalia  | 6:39 |